# Téthüsz
Téthüsz (görög betűkkel Τηθύς, latinosan Tethys) a görög mitológiában Uranosz és Gaia leánya, titanisz és tengeristennő, Ókeanosz testvére és felesége volt. Ő adott életet a világ legnagyobb folyóinak, így a Nílusnak, az Alpheiosznak, a Maeandernek. Termékenységének gyümölcse háromezer lány, az ókeaniszok és ugyanennyi fiú, a folyamistenek. Alakja, mint a világ vizeinek megtestesítője Thalasszó hasonmásaként is megjelenik.
Téthüsz, akárcsak férje, Zeuszt támogatta a titánok harcában, s a harc idejére menedéket nyújtott Zeusz három nővérének és a Gigászok lázadásakor is az Olümposz isteneit támogatta. Hérával nagyon jó viszonyt alakított ki, az istenek királynője gyakran visszajárt egykori nevelőjéhez.
Hérával mindig jó barátságban voltak, így esett, hogy amikor Kallisztó és Arkasz az égboltra kerültek a Nagy Medve és a Kis Medve csillagkép formájában, a csalódott, elégedetlen Héra nővéréhez, Téthüszhöz fordult segítségért. Téthüsz, az örök mozgásban élő tengeristennő parancsára a két csillagkép – anya és fia – örökké kergetik egymást a csillagos északi égbolton és sohasem kerülnek a horizont alá.
Tengervizekkel kapcsolatos vonatkozásai, valamint a Földközi-tenger geológiai története miatt az ős-Földközi-tengert Tethys-óceánnak nevezték el.

## Külső hivatkozások
- Theoi.com: Tethys
- Téthüsz